# Matrices progressives de Raven
Les matrices progressives de Raven (souvent simplement appelées « matrices de Raven ») sont une famille de tests d'intelligence à choix multiples créée à l'origine par John Carlyle Raven en 1936.
À chaque question, le candidat doit compléter une série. Beaucoup de questions sont présentées sous forme d'une matrice mathématique 3×3 ou 2×2, ce qui a donné son nom à la méthode.
John Carlyle Raven a publié pour la première fois ses matrices progressives au Royaume-Uni en 1938. Ses trois fils ont créé une maison d'édition en Écosse, la J C Raven Ltd en 1972. Harcourt Assessment, division de Harcourt Education a racheté J C Raven Ltd en 2004.

## Versions
Les matrices sont proposées sous trois formes différentes au participant, correspondant à trois types de capacités différentes :
- « matrices progressives standard » : il s'agit de la forme originelle des matrices, publiées dès 1938. Le livret comprend 5 jeux (de A à E) de 12 questions chacun (A1 à A12 jusqu'à E12 par exemple), ces questions sont ordonnées par difficulté progressive, demandant à chaque étape des aptitudes cognitives d'encodage et d'analyse de l'information de plus en plus poussées. Toutes les questions sont présentées en noir et blanc.
- « matrices progressives colorées » : destinées aux jeunes enfants, aux plus âgés ou aux personnes atteintes de problèmes d'apprentissage, ces tests contiennent deux jeux A et B avec un jeu additionnel de 12 questions appelé « Ab ». La plupart des questions sont présentées sur fond coloré afin de stimuler visuellement les personnes testées. Néanmoins, le dernier jeu B est en noir et blanc afin de permettre au participant, au cas où il excède les prévisions, de revenir sur le test standard à partir du stade C.
- « matrices progressives avancées » : la forme avancée des matrices contient 48 questions, distribuées en un jeu de 12 questions (jeu I) et un autre de 36 questions (jeu II). Les questions sont à nouveau en noir sur fond blanc et présentent une difficulté croissante dans les deux jeux. Cette version est adaptée aux adultes et adolescents présentant une intelligence au-dessus de la moyenne. Les scores obtenus sur cette version sont d'ailleurs acceptées par des sociétés à haut QI, comme Intertel ou l'ISPE, qui requièrent des scores atteignant ou dépassant le 99e et le 99,9e centile respectivement, ce qui illustre le fait que cette version possède un plafond élevé[2],[3].

Il existe également des versions dites « parallèles » des matrices standard et colorées, publiée en 1998. Ces versions parallèles ont été développées pour diminuer les problèmes dus à la familiarité du public avec les matrices de Raven. Les questions des différentes versions parallèles ont été sélectionnées pour produire le même taux de bonnes réponses que les questions de la version d'origine de chaque test. Une forme étendue : les matrices progressives, les Standard Progressive Matrices Plus, a été publiée au même moment afin d'offrir une discrimination plus fine entre les jeunes adultes plus compétents que la moyenne.

## Facteurs mesurés
Selon leur auteur, les matrices progressives de Raven ainsi que les tests de vocabulaire mesurent tous les deux le domaine de l'intelligence générale telle qu'identifiée à l'origine par Charles Spearman.
Elles mesurent la capacité à raisonner clairement et à appréhender la complexité, toutes deux des aptitudes déductives, ainsi que la capacité à retenir et reproduire des motifs d'information, parfois appelée capacité de reproduction.

Un exemple de matrice.

## Résultats dans certains publics

### Autistes
Une étude de 2007 a mis en évidence que des personnes (adultes,) avec autisme obtenaient de meilleurs résultats aux tests de Raven qu'aux tests de QI comme le Wechsler. L'enfant autiste obtient aussi de meilleurs résultats en moyenne que les autres enfants, même s'ils sont un peu moins élevés que ceux des adultes non autistes ou autistes. Les auteurs en ont conclu que « l'intelligence a été sous-estimée chez les autistes », au moins pour certains types de tâches.
De plus, les personnes avec autisme fournissaient de meilleures réponses aux tests de Raven, et dans un temps plus court en comparaison de personnes non autistes (neurotypiques).